# Flora Kərimova
Flora Ələkbər qızı Kərimova (ur. 23 lipca 1941 w Baku) – radziecka i azerska piosenkarka i aktorka, Ludowa Artystka Azerbejdżanu.
W 1965 roku rozpoczęła naukę na Azerbejdżańskim Uniwersytecie Medycznym, który ukończyła w 1971. W latach 1972–1977 kształciła się na Azerbejdżańskiej Państwowej Akademii Muzycznej w klasie śpiewu. Jej zakres głosu to cztery oktawy.
Po raz pierwszy wystąpiła na scenie jako amatorka w 1958 roku, śpiewając po arabsku. Karierę rozpoczęła w październiku 1960 roku na scenie Azerbejdżańskiej Filharmonii Państwowej. Współpracowała z kompozytorem Eminem Sabitoğlu, który komponował specjalnie dla niej liryczne pieśni. W ciągu swojej kariery nagrała ponad 20 albumów.
W 1992 roku nadano jej tytuł Ludowej Artystki Azerbejdżanu. Jest pierwszą piosenkarką, która otrzymała ten tytuł w niepodległym Azerbejdżanie.
W latach 90. XX wieku piosenkarka aktywnie zajęła się działalnością polityczną. Była członkiem partii Musawat. W latach 1996–2000 prawie nie pojawiała się w radio i telewizji. Powróciła na estradę w 2000 roku piosenką Əzizim. W jej repertuarze zaczęły pojawiać się utwory młodych kompozytorów.
Ma dwoje dzieci.

## Filmy
W 1968 roku wystąpiła jako Züleyxa w radzieckim filmie Qanun Naminə na motywach powieści Süleymana Rəhimova Mehman w reżyserii Muxtara Dadaşova.